# Романовский-Романько, Борис Степанович
Борис Степанович Романовский-Романько (Борис Стефанович Романовский; 15 июня 1870 — 30 октября 1941, Белград) — русский военный и государственный деятель, генерал-майор (1915), батумский губернатор (1909—1917).

## Биография
Родился в 1870 году. Из православной дворянской семьи. Окончил Петровский Полтавский кадетский корпус (1888) и Николаевское кавалерийское училище (1890), откуда был выпущен корнетом в Лейб-гвардии Уланский Его Величества полк. Прослужив в полку фактически десять лет, в 1900 году в должности командира эскадрона и в чине ротмистра (с 1896) был назначен адъютантом кавказского наместника. В 1906 году в чине подполковника (с 1905) был назначен помощником военного губернатора Батумской области генерала П. Ф. Паркау. На этой должности служил до 1909 года, когда в чине полковника (с того же года) сам был назначен батумским губернатором.
На должности батумского губернатора Романовский прослужил вплоть до революции (с 1915 года — генерал-майор). После революции эмигрировал в Королевство сербов, хорватов и словенцев, проживал в Белграде, участвовал в деятельности ветеранских организаций.
Скончался в 1941 году в Белграде и был похоронен там же на Новом кладбище.